# William Dyre
William Dyre (Inghilterra, ... – 1685) è stato un politico inglese, 13° sindaco di New York.